# Miel Vandepitte
Miel Vandepitte, né le 30 mars 1998 à Vilvorde (province du Brabant flamand), est un auteur de bande dessinée et un illustrateur belge néerlandophone.

## Biographie

### Jeunesse et formation
Miel Vandepitte naît le 30 mars 1998 à Vilvorde,,. Il passe la majeure partie de sa vie à Gand. Il étudie la narration graphique à l'Institut Saint-Luc de Bruxelles dans la section néerlandophone LUCA School of Arts, d'où il sort diplômé d'un master. 
Il adore dessiner des bâtiments et jouer avec l'architecture et les perspectives. Dans le cadre d'un programme d'échange, il passe un semestre au Pacific North-West College of Art (en) à Portland en Oregon, étudiant sous la direction de Robert Alexander, Jonathan Hill et Zachary Rau.

### Centralia
Bénéficiant d'une résidence artistique au Yellow Cube du Musée Marc Sleen, il mène à bien son premier roman graphique Centralia. Au travers de ce western architectural aux teintes fantastiques, il s’inspire d’une histoire vraie, celle des incendies de mines de charbon à Centralia dans l'état de Pennsylvanie aux États-Unis. Cet incendie ravage les sous-sols encore aujourd’hui, depuis 1962.
En 2022, il est récipiendaire du prix Bulot d'or, prix des débutants décerné lors du weekend de bande dessinée d'Ostende pour Centralia, sous la présidence de Mario Boon. Ce prix lui vaut également une exposition à la bibliothèque Kris Lambert d'Ostende.
Ce premier volume est bien reçu et connaît des traductions en français sous le titre éponyme, publié aux Éditions Albin Michel et en anglais publié par Living the Line Books en 2023.

### Dystopolis
Il sort son deuxième roman graphique Dystopolis en septembre 2024. Il conte l'histoire d'un tueur qui revient tous les cinq ans dans la ville de Dystopolis : le Cannibale. Cette fois, il arrive avec plus de force que jamais et il a bien l’intention de ne pas partir cette fois-ci. Lorsqu'un policier souffrant d'anxiété est associé à un jeune stagiaire nouvellement arrivé en ville, ils deviennent rapidement les derniers à pouvoir arrêter le mal. Selon le chroniqueur Hans van Soest du site Negende Kunst [« 9e Art »] : « Tout comme dans Centralia, Vandepitte affiche sa préférence pour le pulp et l'architecture. Puis il s'est laissé aller à un western steampunk rempli de créatures fantastiques bizarres, se déroulant dans une grande ville devenant de plus en plus invivable. Avec Dystopolis, il mélange désormais histoire policière, science-fiction et horreur. »
En outre, il contribue à l'ouvrage de Sander Grip intitulé Rotterdam stripstad : 100 jaar strips in de stad traitant des 100 ans de bande dessinée dans la ville de Rotterdam ainsi qu'à l'ouvrage édité par la fondation Marc Sleen : De knalgele kubus en 2023.

### Autres activités
Parallèlement, il continue à travailler comme illustrateur indépendant et à étudier le design 3D.

### Vie privée
Il vit à Gand en 2023.

## Œuvres

### Albums de bande dessinée
en français
- Centralia[7],[10], Éditions Albin Michel, Paris, 1 février 2023
Scénario, dessin et couleurs : Miel Vandepitte -  (ISBN 978-2-226-47559-6)

en néerlandais
- Centralia, Scratch Books, Amsterdam, novembre 2021
Scénario, dessin et couleurs : Miel Vandepitte -  (ISBN 9789493166523)
- Dystopolis[8], Scratch Books, Amsterdam, septembre 2024
Scénario, dessin et couleurs : Miel Vandepitte -  (ISBN 9789493166929)

en anglais américain
- Centralia, Living the Line Books, Saint Paul, 2023
Scénario, dessin et couleurs : Miel Vandepitte -  (ISBN 9781736860533),(OCLC 1381271409).

### Collectifs
- Rotterdam stripstad : 100 jaar strips in de stad[9], Cross Comix, Rotterdam, 2021
Scénario : Sander Grip, Theo Seesing - Dessin : collectif dont Miel Vandepitte - Couleurs : quadrichromie -  (ISBN 978-94-931665-4-7),Réédition en 2022 par Scratch Books, Amsterdam.
- De knalgele kubus, Fondation Marc Sleen, Bruxelles, 2023
Scénario : collectif - Dessin : collectif dont Miel Vandepitte - Couleurs : quadrichromie,(OCLC 1398154116).

### Expositions
- Centralia, exposition-vente virtuelle, Galerie de la bande dessinée, Bruxelles du 27 avril au 6 mai 2023[11].
- L'Art de la BD, exposition permanente du Centre belge de la bande dessinée, présente des planches de Miel Vandepitte[12].

## Prix et récompenses
- 2022 :  prix Gouden Bullock [« Bulot d'or »], prix des débutants décerné au weekend de la bande dessinée à Ostende pour Centralia[2].